# Gia đình Tiểu Mẫn
Gia đình Tiểu Mẫn (tiếng Trung: 小敏家; tiếng Anh: A Little Mood for Love) là một bộ phim truyền hình Trung Quốc ra mắt cuối năm 2021 đầu năm 2022 dựa trên tiểu thuyết Tiểu Mẫn Gia của Y Bác, do Uông Tuấn làm đạo diễn với sự tham gia diễn xuất của Châu Tấn, Huỳnh Lỗi, Đường Nghệ Hân, Đồ Tùng Nham, Lưu Lê Lê, Tần Hải Lộ, Ngô Bỉ, Chu Dực Nhiên và Hướng Hàm Chi.
Bộ phim được phát sóng từ ngày 11 tháng 12 năm 2021 cho đến tập cuối vào ngày 4 tháng 1 năm 2022 trên Đài Truyền hình Hồ Nam và Youku. Trên trang tổng hợp đánh giá Douban của Trung Quốc, bộ phim nhận được số điểm 6,1/10 dựa trên 77 nghìn lượt đánh giá.

## Tóm tắt
Dưới một mái nhà, hai gia đình hạnh phúc, ba thế hệ chung sống, bốn bề nhân sinh.
Hôn nhân không thể nào định nghĩa được cuộc sống của chúng ta, nhưng tình yêu thì có thể.
Vương Tố Mẫn một mình nuôi hai đứa con gái là Lưu Tiểu Mẫn và Lưu Tiểu Tiệp nhưng bà không tưởng tượng được rằng hai đứa con qua tuổi 30 của bà lần lượt ly hôn. Con gái lớn là Lưu Tiểu Mẫn vì người chồng tệ bạc, lên Bắc Kinh dốc sức làm việc gặp được Trần Trác cũng đã ly hôn. Hai người làm quen rồi dần dần hiểu nhau và muốn tiến thêm bước nữa. Cô con gái thứ hai là Lưu Tiểu Tiệp vì bỡ ngỡ trong hôn nhân rồi ly hôn vì bất hòa. Tưởng sẽ không đi thêm bước nữa nhưng cô lại gặp chàng thanh niên tài năng Từ Chính, được anh theo đuổi nghiêm túc và chưa từng một lần kết hôn. Hai chị em người thì lo lắng thuyết phục hai bên gia đình người thì bị gia đình nhà trai phản đối. Nhưng nhờ sự giúp đỡ của mẹ, hai chị em đã lấy tình yêu và sự bao dung để cảm hóa tất cả, nhận được hạnh phúc viên mãn.

## Diễn viên
- Châu Tấn vai Lưu Tiểu Mẫn
- Huỳnh Lỗi vai Trần Trác
- Đường Nghệ Hân vai Lưu Tiểu Tiệp
- Đồ Tùng Nham vai Kim Ba
- Lưu Lê Lê vai Vương Tố Mẫn
- Tần Hải Lộ vai Lý Bình
- Hàn Đông Sinh vai Trần Thiên Phúc
- Phạm Thế Kỹ vai Từ Chính
- Chu Dực Nhiên vai Kim Gia Tuấn
- Hướng Hàm Chi vai Trần Giai Giai

## Phát sóng
| Kênh   | Quốc gia   | Ngày bắt đầu                                | Thời gian | Ghi chú                                                                        |
| ------ | ---------- | ------------------------------------------- | --------- | ------------------------------------------------------------------------------ |
| Hồ Nam | Trung Quốc | 11 tháng 12 năm 2022 - 31 tháng 12 năm 2021 | 19:30     | Mỗi tuần từ Thứ Bảy đến Thứ Tư (2 tập liên tiếp) Một tập vào Thứ Sáu           |
| Youku  | Trung Quốc | 11 tháng 12 năm 2022 - 19 tháng 1 năm 2021  | 22:00     | Tài khoản VIP cập nhật mỗi ngày 2 tập Tài khoản thường cập nhật mỗi ngày 1 tập |

## Sản xuất
Bộ phim chính thức bấm máy vào ngày 8 tháng 3 năm 2021, và chính thức đóng máy vào ngày 8 tháng 7 năm 2021.

## Tỷ suất người xem
| Ngày phát sóng | Tập        | Xếp hạng Đài Truyền hình Hồ Nam | Xếp hạng Đài Truyền hình Hồ Nam | Xếp hạng Đài Truyền hình Hồ Nam | CSM National Network | CSM National Network | CSM National Network |
| Ngày phát sóng | Tập        | Tỷ lệ người xem (%)             | Tỷ suất khản giả(%)             | Xếp hạng                        | Tỷ lệ người xem(%)   | Tỷ suất khản giả(%)  | Xếp hạng             |
| -------------- | ---------- | ------------------------------- | ------------------------------- | ------------------------------- | -------------------- | -------------------- | -------------------- |
| 2021.12.11     | 1-2        | 2.455                           | 8.53                            | 2                               | 1.85                 | 4.18                 | 2                    |
| 2021.12.12     | 3-4        | 2.693                           | 10                              | 2                               | 2.01                 | 4.55                 | 2                    |
| 2021.12.13     | 5-6        | 2.4                             | 9.42                            | 2                               | 2.19                 | 2.35                 | 3                    |
| 2021.12.14     | 7-8        | 2.534                           | 9.98                            | 2                               | 2.26                 | 4.62                 | 3                    |
| 2021.12.15     | 9-10       | 2.26                            | 9.12                            | 1                               | 2.45                 | 5.02                 | 3                    |
| 2021.12.16     | 11-12      | 2.084                           | 8.03                            | 3                               | 2.42                 | 4.86                 | 3                    |
| 2021.12.17     | 13         | 2.018                           | 6.482                           | 5                               | 1.66                 | 3.23                 | 4                    |
| 2021.12.18     | 14-15      | 2.373                           | 8.338                           | 2                               | 2.34                 | 5.26                 | 2                    |
| 2021.12.19     | 16-17      | 2.410                           | 9.019                           | 2                               | 2.38                 | 5.41                 | 2                    |
| 2021.12.20     | 18-19      | 2.612                           | 10.311                          | 1                               | 2.68                 | 5.34                 | 3                    |
| 2021.12.21     | 20-21      | 2.325                           | 8.932                           | 2                               | 2.58                 | 5.15                 | 2                    |
| 2021.12.22     | 22-23      | 2.372                           | 9.039                           | 2                               | 2.69                 | 5.28                 | 2                    |
| 2021.12.23     | 24-25      | 2.423                           | 9.299                           | 1                               | 2.71                 | 5.42                 | 2                    |
| 2021.12.24     | 26         | 1.865                           | 5.980                           | 5                               | 1.91                 | 3.79                 | 4                    |
| 2021.12.25     | 27-28      | 2.297                           | 7.801                           | 3                               | 2.66                 | 5.9                  | 1                    |
| 2021.12.26     | 29-30      | 2.381                           | 8.523                           | 3                               | 2.77                 | 6.18                 | 1                    |
| 2021.12.27     | 31-32      | 2.512                           | 9.665                           | 2                               | 2.79                 | 5.62                 | 2                    |
| 2021.12.28     | 33-34      | 2.436                           | 9.352                           | 2                               | 2.85                 | 5.78                 | 3                    |
| 2021.12.29     | 35-36      | 2.374                           | 9.117                           | 3                               | 2.72                 | 5.52                 | 3                    |
| 2021.12.30     | 37-38      | 2.492                           | 9.12                            | 4                               | 2.73                 | 5.46                 | 3                    |
| 2022.01.01     | 39         | 1.815                           | 5.88                            | 5                               | 1.96                 | 4.4                  | 3                    |
| 2022.01.02     | 40-41      | 2.532                           | 8.96                            | 1                               | 2.69                 | 6.09                 | 1                    |
| 2022.01.03     | 42-43      | 2.77                            | 10.49                           | 1                               | 2.91                 | 5.72                 | 1                    |
| 2022.01.04     | 44-45      | 2.79                            | 10.06                           | 1                               | 3.07                 | 5.92                 | 2                    |
| Trung bình     | Trung bình | 2.371%                          | 8.75%                           |                                 |                      |                      |                      |

## Nhạc phim
| Được phát hành trên QQ Music | Được phát hành trên QQ Music                         | Được phát hành trên QQ Music | Được phát hành trên QQ Music | Được phát hành trên QQ Music | Được phát hành trên QQ Music |
| STT                          | Nhan đề                                              | Phổ lời                      | Phổ nhạc                     | Nghệ sĩ                      | Thời lượng                   |
| ---------------------------- | ---------------------------------------------------- | ---------------------------- | ---------------------------- | ---------------------------- | ---------------------------- |
| 1.                           | "Say Hello (说声你好)" (Nhạc dạo)                    | Liu Fengyao                  | Liu Fengyao                  | Châu Thâm                    | 04:35                        |
| 2.                           | "Dare to Love, Dare to Let Go (敢爱敢放)" (Nhạc kết) | Lin Qiao, Zero-              | Sun Aili                     | Lôi Giai                     | 03:53                        |
| 3.                           | "During the Hiatus (暂停营业中)"                     | Deng Shuyue                  | Deng Shuyue                  | Lại Mỹ Vân                   | 04:09                        |
| 4.                           | "Pure Warmth (原来的温暖)"                           | Zhang Yilin                  | Zhang Yilin                  | Mao Bất Dịch                 | 04:26                        |